# Янушкевич, Регина Викентьевна
Регина Викентьевна Янушкевич (1896—1978) — советская и литовская актриса, драматург, переводчица и сценаристка.

## Биография
Родилась 18 августа 1896 года в Вижунах. После окончания средней школы решила не продолжать образование, а писать пьесы, оставаясь самоучкой. С 1915 года начала свою литературную деятельность и с тех пор написала свыше 20 пьес, выполнила ряд переводов с иностранных языков, а также выступала как критик и журналист, сотрудничала в газетах и журналах.
Скончалась в 1978 году. Урна с прахом захоронена в колумбарии Донского кладбища .

## Фильмография

### Актриса
- 1931 — Путёвка в жизнь — Реброва, мать Кольки Свиста + сценарист

### Сценаристка
- 1931 — Путёвка в жизнь
- 1936
  - Груня Корнакова
  - Сказка о злом медведе, коварном лисе и весёлом пастухе
- 1959 — Янтарный замок

#### посмертный выход
- 1990 — От сказки к сказке

## Членство в обществах
- 1942—1978 — Член Союза писателей СССР.

## Награды и премии
- Награждена медалью.